# Robert Bennett (lekkoatleta)
Robert Howard „Bob” Bennett (ur. 9 sierpnia 1919 w Providence, zm. 13 grudnia 1974) – amerykański lekkoatleta (młociarz), medalista olimpijski z 1948.
Zdobył brązowy medal w rzucie młotem na igrzyskach olimpijskich w 1948 w Londynie, za Imre Némethem z Węgier i Ivanem Gubijanem z Jugosławii.
Był mistrzem Stanów Zjednoczonych (AAU) w rzucie młotem w 1947 i 1948 oraz wicemistrzem w 1940 i 1946, a także akademickim mistrzem USA (IC4A) w tej konkurencji w 1939 i 1940.
Swój rekord życiowy (56,05 m) ustanowił 24 maja 1940 w Chicago.